# Careproctus credispinulosus
Careproctus credispinulosus är en fiskart som beskrevs av Anatoly Petrovich Andriashev och Prirodina, 1990. Careproctus credispinulosus ingår i släktet Careproctus och familjen Liparidae. Inga underarter finns listade.